# Patricia Esteban Erlés
Patricia Esteban Erlés (Zaragoza, 1972) es una escritora española.
Es licenciada en Filología Hispánica por la Universidad de Zaragoza. En 2007 obtuvo el Premio de Narración Breve de la Universidad de Zaragoza. Fue premiada en el XXII Premio de Narrativa Santa Isabel de Aragón, Reina de Portugal. En 2010 su tercer libro de cuentos, Azul ruso, fue seleccionado como uno de los candidatos al premio Setenil.
En 2017 obtuvo el Premio Dos Passos con la novela Las madres negras.

## Novelas
- Las madres negras. Madrid: Galaxia Gutenberg, 2018.

## Cuentos
- Abierto para fantoches. Zaragoza: Diputación, 2008.
- Manderley en venta. Zaragoza: Tropo, 2008. Premio de Narrativa de la Universidad de Zaragoza (2007) y finalista del Premio Setenil (2008).
- Azul ruso. Madrid: Páginas de Espuma, 2010. Finalista del Premio Setenil (2010).[2]
- Casa de muñecas. Ilustraciones: Sara Morante. Madrid: Páginas de Espuma, 2012.[3]
- Ni aquí ni en ningún otro lugar. Ilustraciones de Alejandra Acosta. Madrid: Páginas de Espuma, 2021.[4]

## Prólogos
Es autora de una introducción ficticia (llamada "prólogo narrativo") al libro El final de Rasputín, de Félix Yusúpov.

## Antologías
Los relatos de Patricia Esteban aparecen en los siguientes libros colectivos y antologías.
- Cuentos de Iberia. Edición de José A. López Camarillas. València: L'Encobert, 2018.
- Cuento español actual (1992-2012). Edición de Ángeles Encinar. Madrid: Cátedra, 2013.
- No entren al 1408. Antología en español tributo a Stephen King. Edición de Jorge Luis Cáceres. Quito: La Biblioteca de Babel, 2013.
- Siglo XXI. Los nuevos nombres del cuento español actual. Edición de Gemma Pellicer y Fernando Valls. Palencia: Menoscuarto, 2010.
- El libro del voyeur. Pablo Gallo, ilustrador y editor. La Coruña: Ediciones del Viento, 2010.
- Perturbaciones. Antología del relato fantástico español actual. Antólogo: Juan Jacinto Muñoz Rengel. Madrid: Páginas de Espuma, 2009.
- Por favor, sea breve 2. Antología de relatos hiperbreves. Antóloga: Clara Obligado. Madrid: Páginas de Espuma, 2009.[6]
- 22 escarabajos. Antología hispánica del cuento beatle. Antólogo: Mario Cuenca Sandoval. Madrid: Páginas de Espuma, 2009.
- Ellos y ellas. Relaciones de amor, lujuria y odio entre directores y estrellas (coeditores: Hilario J. Rodríguez y Carlos Tejeda). Calamar Ediciones /Festival de Cine de Huesca, 2010.[7] Su cuento «Alfred Hitchcock y las rubias», describe una conversación ficticia entre Alfred Hitchcock y François Truffaut.
- Cuento español actual (1992-2012). Edición: Ángeles Encinar. Madrid: Cátedra, 2014.

## Como editora
- Gótico botánico. Cuentos de un verdor perverso. Editorial Impedimenta, 2024.